# Fernando Pinilla
Fernando Pinilla (Colombia, 17 de enero de 1982)[cita requerida] es un caricaturista, ilustrador, escritor y conferencista venezolano.

## Biografía
Pinilla nació en Colombia, pero ha vivido en Venezuela desde el primer año de edad. Ha ilustrado para los diarios El Nacional, Últimas Noticias, Caraota Digital, la ONG Un Mundo Sin Mordaza, Notitarde, La Voz, La Región, Líder, Meridiano y 2001. Miembro de Cartooning for Peace, red de 162 dibujantes de todo el mundo que tiene como fin defender la libertad de expresión, con sede en París, Francia.
Actualmente publica sus trabajos en el Diario El Nacional de Venezuela, Diario Las Américas de Miami y El Tiempo Latino de Washington, con el que recibió el GOLD AWARD, 
Ha ilustrado desde el año 2000, con solo 18 años. Dio sus primeros pasos en una revista de aviación independiente llamada Cielos Abiertos, también para la revista Cábala, de la desaparecida Cadena Capriles; así como en la revista Tricolor del Ministerio de Educación, donde escribía e ilustraba pequeños cuentos. Posteriormente comienza a ilustrar para el periódico mensual de Legis Editores en Venezuela, Ámbito Jurídico. Desde 2004 comienza a ilustrar para editoriales escolares como: Editorial Romor, Santillana, Ediciones COBO y Monte Ávila Editores, entre otras. También ha ilustrado para una pequeña editorial en Madrid, España, Editorial Drakul.
El 11 de agosto de 2014 Fernando denunció que recibió una amenaza de muerte por vía telefónica, además de que personas no identificadas hicieron viral una foto en Twitter, difamándolo de "roba carros", con información que solo disponía el Servicio Administrativo de Identificación (SAIME), incluyendo su cédula de extranjero y la fotografía de su pasaporte a color.

## Premios
En 2014 Fernando fue galardonado con el premio Pedro León Zapata de El Nacional, como mejor caricaturista de la prensa venezolana. También ha sido reconocido con las órdenes Leoncio Martínez “Leo” en su tercera y segunda clase, además de la Orden Francisco Mujica Toro en su única clase. En 2019, recibió el Gold Award Premio José Martí a la mejor caricatura editorial, otorgado por la NAHP (National Association of Hispanic Publications) de Estados Unidos.

## Obras
Fernando Pinilla es autor de cinco libros; cuatro cuentos infantiles (escritos e ilustrados por él) y una novela negra.
- El hada de los castigos (Ediciones COBO, 2013)
- El misterio del bosque (Ediciones COBO, 2013)
- Fausto Marden (Ediciones COBO, 2015)
- El Susurro de la Mariposa (Ediciones COBO, 2015)
- El Gato Glotón (Editorial Planeta, 2017):[4]